# Bellman (släkt)
Bellman är en tysk-svensk borgerlig släkt med härstamning från Schwanewede vid Bremen, dåvarande Tyskromerska riket, tidigmodern tid (namnet har dock även burits av personer i Sverige som inte tillhört denna släkt). 
Från denna släkt kom skräddare Martin Casten Bellman (död 1685), borgare i Stockholm 1663, gift med Barbara Klein (1645–1713), dotter till den från Essen invandrade skräddaren Johan Klein. Deras äktenskap gav nio barn, varav två söner gav upphov till släktgrenar som överlevt några generationer.

## Släktled med medlemmar i urval
- Martin Casten Bellman
  - Johan Arendt Bellman (1664-1709), universitetslärare och musiker
    - Johan Arendt Bellman (1707-1765), lagman
      - Carl Michael Bellman (1740-1795), skald, gift med Lovisa Fredrica Bellman

  - Johan Martin (1667-1707), bancofiskal i Stockholm
    - Johan Martin (född 1725), landsfiskal i Finland, dit han flyttade (släktgrenen fortlevde Finland till början av 1900-talet)

## Källa
- Bellman, släkt i Svenskt biografiskt lexikon